# Bangaly Cissé
Bangaly Cissé (28 dicembre 2002) è un calciatore guineano, difensore dell'Académie SOAR.

## Carriera

### Club
Cissé è cresciuto nell'Académie SOAR.

### Nazionale
Ha giocato nella nazionale guineana Under-23.
Nel 2024 è stato convocato dalla nazionale olimpica guineana per partecipare ai Giochi della XXXIII Olimpiade.